# ماجیونه
ماجیونه (به ایتالیایی: Magione) یک کومونه در ایتالیا است که در استان پروجا واقع شده‌است.

## خصوصیات
ماجیونه ۱۴٬۸۱۹ نفر جمعیت دارد و ۲۹۹ متر بالاتر از سطح دریا واقع شده‌است.